# Traité de Sèvres

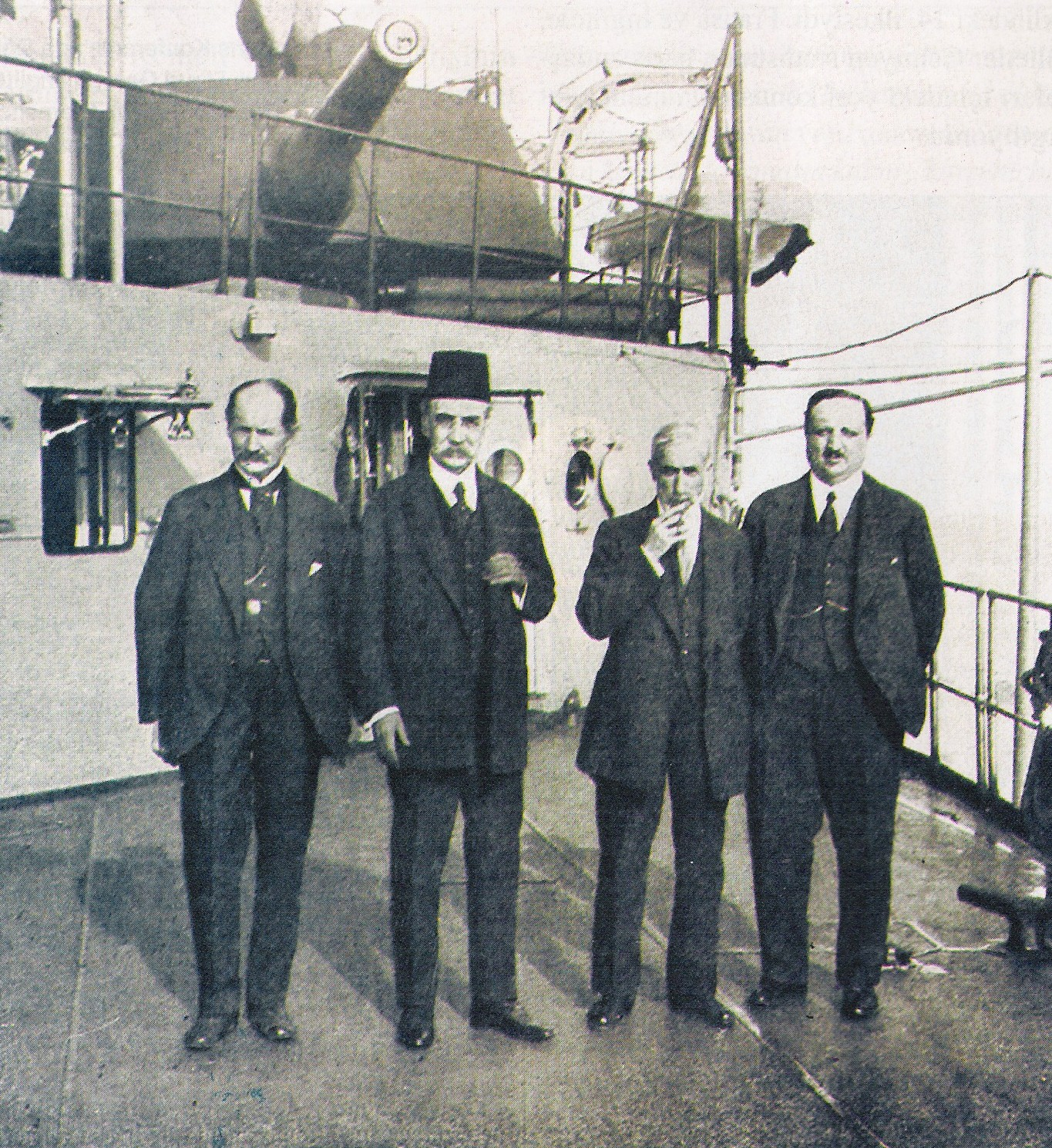
Les signataires ottomans du traité de Sèvres : Rıza Tevfik, Damat Ferid Paşa (grand vizir), Hadi Paşa (ministre de l'Éducation) et Reşid Halis (ambassadeur), à bord d’un navire de guerre allié, en route pour Paris.

Le traité de Sèvres, conclu le 10 août 1920 à la suite de la Première Guerre mondiale entre les Alliés victorieux et l'Empire ottoman, confirme l'armistice de Moudros. Ainsi, ce traité sera signé et respecté à la suite de cette demande, par le sultan Mehmed VI.
Par celui-ci, l'Empire ottoman renonçait officiellement et définitivement à ses provinces arabes et africaines. Le traité prévoyait également d'imposer à l'Empire de sévères reculs territoriaux au sein même de l'Anatolie. À l'ouest, la Thrace orientale, sauf Constantinople et ses abords, était cédée à la Grèce. À l'est, l'indépendance d'une grande Arménie était reconnue et une province autonome kurde créée ; en outre, les provinces orientales passaient sous mandat de la Société des Nations accordé à la France et au Royaume-Uni pour administrer Syrie et Liban, Mésopotamie et Palestine, en vue de leur indépendance.
Les détroits étaient par ailleurs démilitarisés.
L'Empire ottoman est alors tiraillé entre deux gouvernements concurrents : celui du sultan à Constantinople et celui de Mustafa Kemal qui a pris la tête d'un gouvernement émanant d'une Grande Assemblée nationale créée à Ankara le 23 avril 1920. Mustafa Kemal ne reconnaît pas la validité de ce premier traité qui minore drastiquement l'assiette territoriale de l'Empire. Ce traité n'est donc jamais ratifié par l'ensemble de ses signataires et, provoquant en Turquie un sursaut nationaliste autour de Mustafa Kemal, aboutit à la chute de l'Empire ottoman, à la proclamation de la république de Turquie, à une guerre victorieuse contre la Grèce et à la négociation d'un second traité plus avantageux pour la Turquie : le traité de Lausanne.

## Le traité

### L'Empire ottoman

Composition ethnique de l'Asie mineure, de la Thrace orientale et de Chypre en 1910.

Le traité, signé le 10 août 1920 dans le salon du premier étage du musée national de céramique à Sèvres par des mandataires du sultan Mehmed VI, consacre le rétrécissement de l'Empire ottoman, qui ne garde en Europe que Constantinople et en Asie la partie occidentale de l'Anatolie, moins la région de Smyrne, soit un territoire de seulement 420 000 kilomètres carrés.
Les articles 62 à 64 prévoient la création d'un « territoire autonome des Kurdes » englobant le Sud-Est de l'Anatolie. Selon les articles 88 à 94, les vilayets de Van, Bitlis, Trébizonde et Erzurum doivent être intégrés à la république indépendante d'Arménie, la détermination de la frontière étant soumise à l'arbitrage du président américain Woodrow Wilson, selon ses « 14 points ». La France occupe la Syrie (avec une frontière bien au nord de l'actuelle) et se voit confier une zone d'influence comprenant la Cilicie avec Adana, et s'étendant jusqu'au nord, bien au-delà de Sivas. L'Italie, qui avait déjà le Dodécanèse depuis 1911, occupe la ville d'Antalya et toute la région avoisinante, et se voit confier une zone d'influence allant de Bursa à Kayseri, en passant par Afyonkarahisar. La Grèce obtient de son côté Smyrne et sa région dans l'Ouest de l'Anatolie, la Thrace orientale (qui comprend Andrinople et Gallipoli) et les îles d'Imbros et Ténédos. Constantinople, les côtes de la mer de Marmara et les Dardanelles sont démilitarisées. Les détroits sont placés sous le contrôle d'une commission internationale. Le passage devait rester libre en temps de guerre comme en temps de paix. Les provinces arabes, soulevées en 1916-1918 par la grande révolte arabe, sont détachées ; la SDN met plusieurs d'entre elles sous mandat de la France (Liban et Syrie) et du Royaume-Uni (Irak, émirat de Transjordanie et Palestine).
En comparaison avec ses 1 780 000 kilomètres carrés d'avant la guerre, le nouvel Empire ottoman n'est plus qu'un petit territoire composé en grande partie des steppes salées de l'Anatolie centrale, et aux possibilités de développement limitées à cause d'un système de « garanties » qui, entre autres, mettent les finances du pays sous la tutelle de commissions étrangères. Toutes les ressources du pays doivent être affectées par priorité aux frais d'occupation et au remboursement des indemnités dues aux Alliés (art. 231-266). Des commissions doivent dissoudre intégralement l'armée pour la remplacer par une force de gendarmerie. L'article 261 du traité prévoit en outre le rétablissement des Capitulations. Par ailleurs, la police, le système fiscal, les douanes, les eaux et forêts, les écoles privées et publiques doivent être soumis au contrôle permanent des Alliés.
Alors que ce document est signé par le gouvernement ottoman de Constantinople, le gouvernement d'Ankara dirigé par Mustafa Kemal, ainsi que la plupart des Turcs, refusent catégoriquement ce traité et ses clauses. Craignant de voir leur pays partagé entre les Empires coloniaux européens, les Turcs se soulèvent en masse, s'enrôlent dans l'armée kémaliste et déclenchent la guerre d'indépendance turque en mai 1919. Les kémalistes sont victorieux au bout de quatre années de conflit. Le traité de Sèvres, qui n'est pas ratifié par tous ses signataires, est finalement révisé par le traité de Lausanne (24 juillet 1923), conclu avec la Turquie moderne d’Atatürk. Mieux encore pour la Turquie, le traité de Kars, conclu en octobre 1921 avec la Russie soviétique, lui permet de récupérer le territoire de Kars perdu en 1878 par les sultans et de bénéficier de l'armement soviétique dans sa lutte contre les Arméniens, les Grecs et la Triple-Entente. Les traités de Kars puis de Lausanne sont en revanche désastreux pour l'Arménie — à nouveau partagée entre Turquie et Russie — et pour la Grèce. Cette dernière qui, après s'être émancipée de la protection obligatoire que les grandes puissances lui avaient imposée à la suite de la guerre d'indépendance grecque et après avoir été à deux doigts de réaliser sa Grande Idée, perd tous ses acquis et doit, en plus, accueillir un million et demi de réfugiés grecs d'Asie mineure (tandis que plus de 300 000 autres, notamment dans la région du Pont et en Cilicie, doivent se convertir à l'islam et passer à la langue turque pour survivre) : c'est ce que les Grecs appellent la « Grande Catastrophe ».

### Section VII. Syrie, Mésopotamie, Palestine

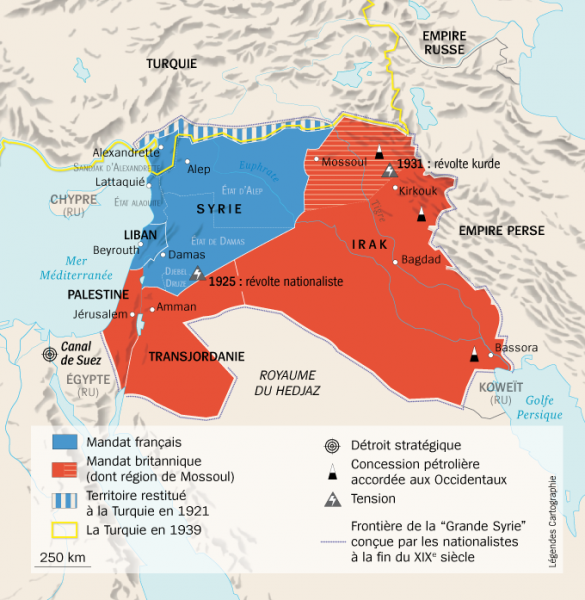
Carte du partage de l'Empire ottoman au Proche-orient.

L'article 94 du traité de Sèvres prévoit que la Syrie et la Mésopotamie (futur Irak) soient reconnues comme « États indépendants » à la condition que « les conseils et l'aide d'un mandataire guident leur administration jusqu’au moment où elles seront capables de se conduire seules ».
Cette disposition permettait à la France et au Royaume-Uni d'obtenir la mainmise sur l'administration de ces deux futurs États conformément au pacte secret Sykes-Picot de 1916.
Les trois principes de la déclaration Balfour de 1917 au sujet de la Palestine furent repris dans l'article 95 du traité de Sèvres :

« Les Hautes Parties contractantes sont d'accord pour confier, par application des dispositions de l'article 22, l'administration de la Palestine, dans les frontières qui seront déterminées par les Principales Puissances alliées, à un mandataire qui sera choisi par lesdites Puissances. Le mandataire sera responsable de la mise à exécution de la déclaration originairement faite par le Gouvernement britannique et adoptée par les autres Puissances alliées, en faveur de l'établissement en Palestine d'un foyer national pour le peuple juif, étant bien entendu que rien ne sera fait qui pourrait porter préjudice aux droits civils et religieux des Communautés non juives en Palestine, non plus qu'aux droits et au statut politique profitant aux juifs dans tout autre pays. […] »

L'article 97 dispose que :

« La Turquie s'engage, dès à présent, en conformité des dispositions de l'article 132, à accepter toutes décisions qui pourront être prises relativement aux questions visées dans la présente Section. »

Bien que le traité de Sèvres n'ait pas été ratifié par le Parlement turc, l'article 97 prévoit le principe d'application immédiate des dispositions contenues dans la section VII. Le traité de Sèvres a donc produit ses effets à l'égard de ces trois pays et les mandats relatifs à l'administration de ceux-ci par la France et le Royaume-Uni ont pu être adoptés dès 1922.